# Med det hele ...
Med det hele ... (org. Ham on Rye) er en semibiografisk roman fra 1982 (da. 1989) af den amerikanske forfatter og digter Charles Bukowski. Romanen, der regnes for Bukowskis hovedværk, er en dannelsesroman, der skildrer jeg-fortælleren Henry "Hank" Chinaskis barske opvækst og ungdom i Los Angeles' hvide underklassemiljø under 1930'ernes økonomiske depression.
Henry Chinaski er Bukowskis litterære alter ego, og han er en gennemgående karakter i Bukowskis fem semibiografiske værker: Ekstrabudene (1971), Alt forefaldende arbejde (1975), Kvinder (1978), Med det hele … (1982) og Hollywood (1989). I Med det hele ... følger man den unge Henrys tilværelse i barndomshjemmet, hvor faren lader sine frustrationer over bl.a. arbejdsløshed gå ud over sønnen i form af regelmæssige tæsk. Tæsk får Henry også i skolen, hvor omgangstonen er hård og mobning og slagsmål er hverdagskost. Senere stifter Henry bekendtskab med litteraturen og tilbringer mange timer på det lokale bibliotek i selskab med bl.a. D.H. Lawrence, Aldous Huxley og Hemingway. Biblioteket og bøgerne bliver et fristed og får afgørende betydning for Henrys videre færd. Han stifter også bekendtskab med alkoholen, der ligeledes bliver en livslang følgesvend. Man følger Henry fra hans tidlige barndom til USA's indtræden i 2. Verdenskrig.
Med det hele … er skrevet i Bukowskis karakteristiske enkle, nøgne stil, hvor rå og nogle gange brutale beskrivelser blandes med en befriende, fandenivoldsk humor. Romanen er derfor på samme tid både morsom, medfølende, frastødende og foruroligende.
Med det hele … udkom på dansk i 1989 i oversættelse af Klaus Lynggaard fra forlaget Per Kofod. I 2017 blev romanen genudgivet i Lynggaards oversættelse af Bechs Forlag - Viatone, der udover den fysiske udgave også har udgivet romanen som e-bog og som lydbog indtalt af Thomas Gulstad.